# Лёгкая атлетика на летних Олимпийских играх 2004 — бег на 100 метров (женщины)
Соревнования в беге на 100 метров у женщин на летних Олимпийских играх 2004 в Афинах проходили 20 и 21 августа на Олимпийском стадионе.
В первом раунде первые три бегуна из каждого из восьми забегов, а также восемь следующих по скорости бегунов (8×3+8=32) автоматически квалифицировались во второй раунд. Во втором раунде эти тридцать два бегуна соревновались в четырех забегах, из которых в полуфинал выходили первые три участника из каждого забега и четыре следующих по скорости (4×3+4=16). В полуфинале только первые четыре бегуна из каждого из двух забегов выходят в финал (2×4=8).
Поскольку в финале отсутствовали некоторые из лучших спринтеров мира, включая олимпийскую чемпионку 2000 года Мэрион Джонс и фаворитку домашних соревнований Екатерини Тану, результат получился неожиданным. Старт вышел неровным: болгарка Ивет Лалова и ямайская спортсменка Шерон Симпсон быстро вышли вперед, в то время как подруги Шерон Симпсон по сборной Ямайки Элин Бэйли и Вероника Кэмпбелл-Браун, а также американская бегунья Лорин Уильямс остались позади. В дальнейшем Кэмпбелл, казалось, замедлилась, в то время как Уильямс мощным рывком с последнего места вышла в лидеры на середине трассы. Шерон Симпсон не смогла удержать высокий темп после быстрого старта, ее обогнала белорусская спринтерша Юлия Нестеренко, которая на последних 30 метрах вышла в лидеры и сохранила преимущество до финиша. Нестеренко финишировала с рекордом Беларуси - 10,93 секунды, став первой в истории страны олимпийской чемпионкой в этом виде спорта. Лорин Уильямс опередила Веронику Кэмпбелл в борьбе за серебряную медаль.

## Рекорды
Данные приведены на начало Олимпийских игр.
| Мировой рекорд     | Флоренс Гриффит-Джойнер (США) | 10.49 с | Индианаполис (США) | 16 июля 1988 года     |
| Олимпийский рекорд | Флоренс Гриффит-Джойнер (США) | 10.62 с | Сеул (Южная Корея) | 24 сентября 1988 года |

По итогам соревнований оба рекорда остались не побиты.

## Медалисты
| Золото                   | Серебро           | Бронза                   |
| Юлия Нестеренко Беларусь | Лорин Уильямс США | Вероника Кэмпбелл Ямайка |

## Квалификация участников
Квалификационный период для легкой атлетики длился с 1 января 2003 года по 9 августа 2004 года. На дистанции 100 метров у женщин каждый национальный олимпийский комитет мог заявить до трех спортсменов, пробежавших дистанцию за 11,30 секунды или быстрее в течение квалификационного периода. Если у НОК не было спортсменов, квалифицировавшихся по этому стандарту, можно было заявить одного спортсмена, пробежавшего дистанцию за 11,40 секунды или быстрее.

## Расписание соревнований
Восточноевропейское летнее время (UTC+3)
| Дата                     | Время       | Раунд                  |
| ------------------------ | ----------- | ---------------------- |
| Пятница, 20 августа 2004 | 10:50 20:10 | Раунд 1 Четвертьфиналы |
| Суббота, 21 августа 2004 | 20:20 22:55 | Полуфиналы Финал       |

## Соревнования

### Раунд 1
Первые три спортсменки из каждого забега (Q) независимо от показанного времени автоматически попадают в следующий раунд соревнований. Также в следующий раунд попадают ещё 8 человек (q), показавших лучшее время среди всех остальных спортсменок.

#### Забег 1
Ветер: +0.5 м/с
| Место | Дорожка | Спортсмен        | Страна            | Реакция | Время | Примечания |
| ----- | ------- | ---------------- | ----------------- | ------- | ----- | ---------- |
| 1     | 2       | Элин Бэйли       | Ямайка            | 0.232   | 11.20 | Q          |
| 2     | 3       | Вероника Манг    | Франция           | 0.186   | 11.24 | Q, PB      |
| 3     | 8       | Дебби Фергюссон  | Багамские Острова | 0.189   | 11.30 | Q          |
| 4     | 7       | Мерси Нку        | Нигерия           | 0.164   | 11.37 | q          |
| 5     | 5       | Лилиана Аллен    | Мексика           | 0.154   | 11.42 | q, SB      |
| 6     | 1       | Джералдин Пиллэй | ЮАР               | 0.178   | 11.44 | SB         |
| 7     | 6       | Тит Линда Соу    | Камбоджа          | 0.235   | 13.47 | PB         |
| 8     | 4       | Катура Марае     | Вануату           |         | 13.49 | SB         |

#### Забег 2
Ветер: +0.9 м/с
| Место | Дорожка | Спортсмен         | Страна                        | Реакция | Время | Примечания |
| ----- | ------- | ----------------- | ----------------------------- | ------- | ----- | ---------- |
| 1     | 3       | Юлия Нестеренко   | Беларусь                      | 0.240   | 10.94 | Q, NR      |
| 2     | 4       | Мерлин Отти       | Словения                      | 0.195   | 11.14 | Q          |
| 3     | 2       | Лариса Круглова   | Россия                        | 0.207   | 11.23 | Q, =NR     |
| 4     | 6       | Гюзель Хуббиева   | Узбекистан                    | 0.153   | 11.31 | q          |
| 5     | 5       | Ракиа Аль-Гассра  | Бахрейн                       | 0.250   | 11.49 | NR         |
| 6     | 7       | Винетт Дюбе       | Зимбабве                      | 0.211   | 11.56 |            |
| 7     | 1       | Эвангелин Икелап  | Федеративные Штаты Микронезии | 0.221   | 13.50 | =PB        |
| 8     | 8       | Дана Аль-Насралла | Кувейт                        |         | 13.92 | NR         |

#### Забег 3
Ветер: −0.7 м/с
| Место | Дорожка | Спортсмен          | Страна            | Реакция | Время | Примечания |
| ----- | ------- | ------------------ | ----------------- | ------- | ----- | ---------- |
| 1     | 7       | Лорин Уильямс      | США               | 0.247   | 11.16 | Q          |
| 2     | 1       | Ирина Хабарова     | Россия            | 0.154   | 11.32 | Q          |
| 3     | 4       | Фана Эшби          | Тринидад и Тобаго | 0.177   | 11.43 | Q          |
| 4     | 8       | Аффуэ Амандин Аллу | Кот-д’Ивуар       | 0.182   | 11.46 |            |
| 5     | 2       | Мелиса Мурилло     | Колумбия          | 0.185   | 11.67 |            |
| 6     | 6       | Елена Бобровская   | Кыргызстан        | 0.180   | 11.76 |            |
| 7     | 5       | Нгерак Флоренсио   | Палау             | 0.222   | 12.76 | PB         |
| 8     | 3       | Амината Камиссоко  | Мавритания        | 0.179   | 13.49 |            |

#### Забег 4
Ветер: −0.1 м/с
| Место | Дорожка | Спортсмен           | Страна            | Реакция | Время | Примечания |
| ----- | ------- | ------------------- | ----------------- | ------- | ----- | ---------- |
| 1     | 8       | Юлия Табакова       | Россия            | 0.217   | 11.22 | Q          |
| 2     | 5       | Шерон Симпсон       | Ямайка            | 0.173   | 11.27 | Q          |
| 3     | 2       | Чандра Старрап      | Багамские Острова | 0.138   | 11.37 | Q, SB      |
| 4     | 6       | Беттина Мюллер      | Австрия           | 0.162   | 11.39 | q          |
| 5     | 1       | Йоханна Маннинен    | Финляндия         | 0.157   | 11.45 |            |
| 6     | 7       | Сина Шилке          | Германия          | 0.194   | 11.46 |            |
| 7     | 4       | Кайтинано Мвемвеата | Кирибати          | 0.257   | 13.07 | PB         |
| 8     | 3       | Филэйлак Сакпрасет  | Лаос              |         | 13.42 |            |

#### Забег 5
Ветер: −0.8 м/с
| Место | Дорожка | Спортсмен            | Страна                   | Реакция | Время | Примечания |
| ----- | ------- | -------------------- | ------------------------ | ------- | ----- | ---------- |
| 1     | 1       | Латаша Колендер      | США                      | 0.178   | 11.31 | Q          |
| 2     | 7       | Эндуренсе Ойоколо    | Нигерия                  | 0.203   | 11.36 | Q          |
| 3     | 2       | Наташа Майерс        | Сент-Винсент и Гренадины | 0.158   | 11.45 | Q          |
| 4     | 4       | Татьяна Ткалич       | Украина                  | 0.210   | 11.58 |            |
| 5     | 6       | Басма Аль-Эшош       | Иордания                 | 0.199   | 12.09 | NR         |
| 6     | 8       | Александра Войневска | Северная Македония       | 0.193   | 12.15 |            |
| 7     | 3       | Ли Ксимей            | Китай                    | 0.190   | 12.21 |            |
| 8     | 5       | Дженни Кени          | Соломоновы Острова       |         | 12.76 |            |

#### Забег 6
Ветер: −0.3 м/с
| Место | Дорожка | Спортсмен          | Страна                          | Реакция | Время | Примечания |
| ----- | ------- | ------------------ | ------------------------------- | ------- | ----- | ---------- |
| 1     | 1       | Вероника Кэмпбелл  | Ямайка                          | 0.166   | 11.17 | Q          |
| 2     | 4       | Жанна Блок         | Украина                         | 0.186   | 11.27 | Q          |
| 3     | 6       | Гейл Диверс        | США                             | 0.215   | 11.29 | Q          |
| 4     | 7       | Лаверне Джонс      | Американские Виргинские Острова | 0.246   | 11.38 | q          |
| 5     | 3       | Агне Эггерт        | Литва                           | 0.177   | 11.44 |            |
| 6     | 8       | Хизер Самуэль      | Антигуа и Барбуда               | 0.158   | 12.05 |            |
| 7     | 2       | Робина Муким Йаар  | Афганистан                      | 0.241   | 14.14 | NR         |
| 8     | 5       | Фартун Абукар Омар | Сомали                          |         | 14.29 | PB         |

#### Забег 7
Ветер: 0.0 м/с
| Место | Дорожка | Спортсмен           | Страна               | Реакция | Время | Примечания |
| ----- | ------- | ------------------- | -------------------- | ------- | ----- | ---------- |
| 1     | 6       | Вида Аним           | Гана                 | 0.174   | 11.14 | Q, NR      |
| 1     | 2       | Кристина Аррон      | Франция              | 0.172   | 11.14 | Q          |
| 3     | 1       | Ким Геварт          | Бельгия              | 0.148   | 11.18 | Q          |
| 4     | 4       | Карин Майр-Крифка   | Австрия              | 0.165   | 11.40 | q          |
| 5     | 7       | Росемар Коэлью Нету | Бразилия             | 0.237   | 11.43 | q          |
| 6     | 3       | Мае Коиме           | Папуа — Новая Гвинея | 0.195   | 12.00 | NR         |
| 7     | 8       | Хаванату Бангура    | Сьерра-Леоне         | 0.176   | 12.11 |            |
| 8     | 5       | Алаа Яссим          | Ирак                 |         | 12.70 |            |

#### Забег 8
Ветер: −0.3 м/с
| Место | Дорожка | Спортсмен         | Страна         | Реакция | Время | Примечания |
| ----- | ------- | ----------------- | -------------- | ------- | ----- | ---------- |
| 1     | 4       | Ивет Лалова       | Болгария       | 0.159   | 11.16 | Q          |
| 2     | 3       | Аби Ойепитан      | Великобритания | 0.181   | 11.23 | Q          |
| 3     | 8       | Любовь Перепелова | Узбекистан     | 0.208   | 11.30 | Q          |
| 4     | 2       | Дельфин Атангана  | Камерун        | 0.166   | 11.40 | q          |
| 5     | 7       | Виктория Ковырева | Казахстан      | 0.207   | 11.62 |            |
| 6     | 5       | Маринэ Газарян    | Армения        | 0.177   | 12.29 |            |
| 7     | 6       | Кэрол Мокола      | Замбия         | 0.210   | 12.35 |            |

### Четвертьфиналы
Первые три спортсменки из каждого забега (Q) независимо от показанного времени автоматически попадают в следующий раунд соревнований. Также в следующий раунд попадают ещё 4 человека (q), показавших лучшее время среди всех остальных спортсменок.

#### Четвертьфинал 1
Ветер: +0.2 м/с
| Место | Дорожка | Спортсмен         | Страна                          | Реакция | Время | Примечания |
| ----- | ------- | ----------------- | ------------------------------- | ------- | ----- | ---------- |
| 1     | 6       | Кристина Аррон    | Франция                         | 0.192   | 11.10 | Q          |
| 2     | 4       | Вероника Кэмпбелл | Ямайка                          | 0.212   | 11.18 | Q          |
| 3     | 3       | Аби Ойепитан      | Великобритания                  | 0.198   | 11.28 | Q          |
| 4     | 7       | Гейл Диверс       | США                             | 0.207   | 11.31 | q          |
| 5     | 5       | Ирина Хабарова    | Россия                          | 0.189   | 11.32 |            |
| 6     | 2       | Лаверне Джонс     | Американские Виргинские Острова | 0.249   | 11.44 |            |
| 7     | 1       | Чандра Старрап    | Багамские Острова               | 0.185   | 11.46 |            |
| 8     | 8       | Дельфин Атангана  | Камерун                         | 0.189   | 11.60 |            |

#### Четвертьфинал 2
Ветер: 0.0 м/с
| Место | Дорожка | Спортсмен         | Страна            | Реакция | Время | Примечания |
| ----- | ------- | ----------------- | ----------------- | ------- | ----- | ---------- |
| 1     | 5       | Лорин Уильямс     | США               | 0.214   | 11.03 | Q          |
| 2     | 6       | Ивет Лалова       | Болгария          | 0.162   | 11.09 | Q          |
| 3     | 8       | Дебби Фергюссон   | Багамские Острова | 0.188   | 11.16 | Q          |
| 4     | 2       | Любовь Перепелова | Узбекистан        | 0.212   | 11.26 | q          |
| 5     | 4       | Жанна Блок        | Украина           | 0.186   | 11.27 | q          |
| 6     | 3       | Вероника Манг     | Франция           | 0.190   | 11.39 |            |
| 7     | 7       | Беттина Мюллер    | Австрия           | 0.196   | 11.50 |            |
| 8     | 1       | Карин Майр-Крифка | Австрия           | 0.203   | 11.55 |            |

#### Четвертьфинал 3
Ветер: −0.1 м/с
| Место | Дорожка | Спортсмен       | Страна            | Реакция | Время | Примечания |
| ----- | ------- | --------------- | ----------------- | ------- | ----- | ---------- |
| 1     | 4       | Шерон Симпсон   | Ямайка            | 0.157   | 11.09 | Q          |
| 2     | 6       | Элин Бэйли      | Ямайка            | 0.220   | 11.12 | Q          |
| 3     | 5       | Мерлин Отти     | Словения          | 0.179   | 11.24 | Q          |
| 4     | 8       | Лариса Круглова | Россия            | 0.196   | 11.36 |            |
| 5     | 1       | Мерси Нку       | Нигерия           | 0.154   | 11.39 |            |
| 6     | 7       | Лилиана Аллен   | Мексика           | 0.175   | 11.52 |            |
| 7     | 2       | Фана Эшби       | Тринидад и Тобаго | 0.178   | 11.54 |            |
| —     | 3       | Вида Аним       | Гана              | 0.175   | DNF   |            |

#### Четвертьфинал 4
Ветер: +0.3 м/с
| Место | Дорожка | Спортсмен           | Страна                   | Реакция | Время | Примечания |
| ----- | ------- | ------------------- | ------------------------ | ------- | ----- | ---------- |
| 1     | 4       | Юлия Нестеренко     | Беларусь                 | 0.206   | 10.99 | Q          |
| 2     | 2       | Ким Геварт          | Бельгия                  | 0.155   | 11.17 | Q          |
| 3     | 3       | Латаша Колендер     | США                      | 0.176   | 11.20 | Q          |
| 4     | 5       | Юлия Табакова       | Россия                   | 0.204   | 11.25 | q          |
| 5     | 6       | Эндуренсе Ойоколо   | Нигерия                  | 0.171   | 11.35 |            |
| 6     | 8       | Гюзель Хуббиева     | Узбекистан               | 0.147   | 11.35 |            |
| 7     | 1       | Росемар Коэлью Нету | Бразилия                 | 0.194   | 11.45 |            |
| —     | 7       | Наташа Майерс       | Сент-Винсент и Гренадины |         | DNS   |            |

### Полуфиналы
Первые четыре спортсменки из каждого забега (Q) независимо от показанного времени автоматически попадают в финал.

#### Полуфинал 1
Ветер: +0.1 м/с
| Место | Дорожка | Спортсмен         | Страна            | Реакция | Время | Примечания |
| ----- | ------- | ----------------- | ----------------- | ------- | ----- | ---------- |
| 1     | 5       | Юлия Нестеренко   | Беларусь          | 0.167   | 10.92 | Q, NR      |
| 2     | 6       | Вероника Кэмпбелл | Ямайка            | 0.165   | 10.93 | Q, PB      |
| 3     | 3       | Ивет Лалова       | Болгария          | 0.155   | 11.04 | Q          |
| 4     | 7       | Дебби Фергюссон   | Багамские Острова | 0.168   | 11.04 | Q, SB      |
| 5     | 1       | Аби Ойепитан      | Великобритания    | 0.140   | 11.18 |            |
| 6     | 4       | Кристина Аррон    | Франция           | 0.175   | 11.21 |            |
| 7     | 2       | Гейл Диверс       | США               | 0.165   | 11.22 |            |
| 8     | 8       | Юлия Табакова     | Россия            | 0.179   | 11.25 |            |

#### Полуфинал 2
Ветер: −0.1 м/с
| Место | Дорожка | Спортсмен         | Страна     | Реакция | Время | Примечания |
| ----- | ------- | ----------------- | ---------- | ------- | ----- | ---------- |
| 1     | 6       | Лорин Уильямс     | США        | 0.205   | 11.01 | Q          |
| 2     | 4       | Шерон Симпсон     | Ямайка     | 0.154   | 11.03 | Q          |
| 3     | 5       | Элин Бэйли        | Ямайка     | 0.206   | 11.13 | Q          |
| 4     | 7       | Латаша Колендер   | США        | 0.181   | 11.18 | Q          |
| 5     | 1       | Мерлин Отти       | Словения   | 0.165   | 11.21 |            |
| 6     | 2       | Жанна Блок        | Украина    | 0.159   | 11.23 | SB         |
| 7     | 3       | Ким Геварт        | Бельгия    | 0.200   | 11.40 |            |
| 8     | 8       | Любовь Перепелова | Узбекистан | 0.158   | 11.40 |            |

### Финал
Ветер: −0.1 м/с
| Место | Дорожка | Спортсмен         | Страна            | Реакция | Время | Примечания |
| ----- | ------- | ----------------- | ----------------- | ------- | ----- | ---------- |
| 1     | 6       | Юлия Нестеренко   | Беларусь          | 0.186   | 10.93 |            |
| 2     | 4       | Лорин Уильямс     | США               | 0.212   | 10.96 | PB         |
| 3     | 3       | Вероника Кэмпбелл | Ямайка            | 0.199   | 10.97 |            |
| 4     | 1       | Ивет Лалова       | Болгария          | 0.154   | 11.00 |            |
| 5     | 2       | Элин Бэйли        | Ямайка            | 0.208   | 11.05 |            |
| 6     | 5       | Шерон Симпсон     | Ямайка            | 0.164   | 11.07 |            |
| 7     | 8       | Дебби Фергюссон   | Багамские Острова | 0.177   | 11.16 |            |
| 8     | 7       | Латаша Колендер   | США               | 0.183   | 11.18 |            |